# 董嗣
董嗣，孫吳嘉禾時期的山越大帥，常掠奪豫章郡的財物。
當時孫吳朝廷派吾粲和唐咨帶著三千兵攻守，幾個月都攻不成。鄱陽太守周魴表面上要求討伐軍罷兵，實際上派間諜探報，董嗣接著被周魴誘殺。
董嗣弟弟聽到事情後感到畏懼，去武昌向陸遜投降，並居於平原，走向正軌，從此以後都不在山地隱匿，孫吳的幾個管轄郡也邁入安寧。